# Cúp bóng đá Macedonia 2010–11
Cúp bóng đá Macedonia 2010–11 là mùa giải thứ 19 của giải đấu bóng đá loại trực tiếp ở Cộng hòa Macedonia. FK Teteks là đương kim vô địch, lần đầu tiên giành chức vô địch. Đội vô địch mùa giải 2010–11 là FK Metalurg Skopje cũng với lần đầu tiên đoạt cúp.

## Lịch thi đấu
| Vòng      | Ngày thi đấu                           | Số trận | Câu lạc bộ |
| --------- | -------------------------------------- | ------- | ---------- |
| Vòng Một  | 18 tháng 8 năm 2010                    | 16      | 32 → 16    |
| Vòng Hai  | 15 and 29 tháng 9 năm 2010             | 16      | 16 → 8     |
| Tứ kết    | 20 tháng Mười and 10 tháng 11 năm 2010 | 8       | 8 → 4      |
| Bán kết   | 20 tháng Tư and 4 tháng 5 năm 2011     | 4       | 4 → 2      |
| Chung kết | 24 tháng 5 năm 2011                    | 1       | 2 → 1      |

## Vòng Một
Lễ bốc thăm diễn ra vào ngày 7 tháng 7 năm 2010 ở Skopje. Các trận đấu diễn ra vào ngày 18 tháng 8 năm 2010.
| Đội 1           | Tỉ số           | Đội 2            |
| --------------- | --------------- | ---------------- |
| Osogovo         | 6–0             | Prevalec         |
| Bregalnica Štip | 3–1             | Ohrid Lote       |
| Lokomotiva      | 1–0             | Belasica         |
| Miravci         | 1–0             | Rabotnički       |
| Ohrid 2004      | 0–1             | Sileks           |
| Rinia Gostivar  | 3–0 (f)         | Milano           |
| Novaci 2005     | 2–3             | Vardar           |
| 11 Oktomvri     | 2–1             | Skopje           |
| Vlaznimi        | 3–3 (5–4 ph.đ.) | Shkëndija        |
| Bair Krkardaš   | 1–3             | Pelister         |
| Tikveš          | 2–1             | Drita            |
| Prespa          | 0–7             | Metalurg         |
| Euromilk        | 1–1 (1–4 ph.đ.) | Napredok         |
| Karbinci        | 0–5             | Horizont Turnovo |
| Kamenica Sasa   | 1–2             | Teteks           |
| Cementarnica 55 | 0–1             | Renova           |

## Vòng Hai
Tham gia vòng này gồm 16 đội thắng ở vòng Một. Các trận lượt đi diễn ra vào ngày 15 tháng 9 năm 2010 và lượt về vào các ngày 28, 29 tháng Chín, 9 and 10 tháng 10 năm 2010.
| Đội 1           | TTS             | Đội 2            | Lượt đi | Lượt về |
| --------------- | --------------- | ---------------- | ------- | ------- |
| Napredok        | 4–2             | Vlaznimi         | 4–0     | 0–2     |
| Rinia Gostivar  | 0–4             | Horizont Turnovo | 0–3     | 0–1     |
| Bregalnica Štip | 2–0             | Pelister         | 0–0     | 2–0     |
| Sileks          | 0–3             | Teteks           | 0–1     | 0–2     |
| Osogovo         | 1–3             | Tikveš           | 0–3     | 1–0     |
| Lokomotiva      | 0–0 (4–3 ph.đ.) | Miravci          | 0–0     | 0–0     |
| 11 Oktomvri     | 1–1 (6–7 ph.đ.) | Metalurg         | 1–0     | 0–1     |
| Vardar          | 2–1             | Renova           | 1–1     | 1–0     |

## Tứ kết
Các trận lượt đi diễn ra vào ngày 20 tháng 10 năm 2010, và lượt về vào ngày 10 tháng 11 năm 2010.
| Đội 1            | TTS | Đội 2    | Lượt đi | Lượt về |
| ---------------- | --- | -------- | ------- | ------- |
| Lokomotiva       | 1–4 | Metalurg | 0–3     | 1–1     |
| Bregalnica Štip  | 0–2 | Napredok | 0–1     | 0–1     |
| Horizont Turnovo | 1–3 | Teteks   | 1–2     | 0–1     |
| Vardar           | 4–5 | Tikveš   | 4–1     | 0–4     |

## Bán kết
Các trận lượt đi diễn ra vào ngày 20 tháng 4 năm 2011, lượt về vào ngày 4 tháng 5 năm 2011.
| Đội 1    | TTS | Đội 2    | Lượt đi | Lượt về |
| -------- | --- | -------- | ------- | ------- |
| Tikveš   | 0–6 | Teteks   | 0–0     | 0–6     |
| Metalurg | 2–0 | Napredok | 0–0     | 2–0     |

### Lượt đi
| Metalurg Skopje | 0−0 | Napredok |
| --------------- | --- | -------- |
|                 |     |          |

| Tikveš | 0−0 | Teteks |
| ------ | --- | ------ |
|        |     |        |

### Lượt về
| Napredok | 0−2 | Metalurg Skopje               |
| -------- | --- | ----------------------------- |
|          |     | Krstev 20' · Tenekedzhiev 45' |

Metalurg thắng 2–0 sau 2 lượt trận.
| Teteks                                                                                        | 6−0 | Tikveš |
| --------------------------------------------------------------------------------------------- | --- | ------ |
| Jovanovski 18' · Gligorovski 22', 55' · Lostovski 27' (l.n.) · Simovski 69' · Siljanovski 85' |     |        |

Teteks thắng 6–0 sau 2 lượt trận.

## Chung kết
| Teteks | 0–2      | Metalurg                            |
| ------ | -------- | ----------------------------------- |
|        | Chi tiết | Kostencovski 14' · Tenekedzhiev 65' |